# خوسيه تشاموت
خوسيه أنتونيو تشاموت (بالإسبانية: José Chamot)‏، من مواليد 17 مايو 1969 في كونسيبسيون دي أوروغواي في الأرجنتين، لاعب كرة قدم أرجنتيني سابق.
لعب مع منتخب الأرجنتين لكرة القدم منذ عام 1993 وحتى عام 2002، وشارك معهم في 43 مباراة وسجل هدفين.

## مسيرته الكروية
لعب خوسيه تشاموت خلال مسيرته الاحترافية مع 7 أندية في عشرون موسمًا وسجل خلالها 5 أهداف ضمن 377 مباراة. حيث فاز في موسمين بالكأس ولم يفز بأي دوري.
خاض خوسيه تشاموت مسيرته مع نادي روزاريو سنترال في موسم 1988–89 في المرة الأولى واستمر معه طيلة ثلاثة مواسم ثم في موسم 2004–05 ولمدة موسمين، مشاركًا طوالها في 63 مباراة سجل خلالها هدفين. ثم انتقل إلى نادي بيزا في موسم 1990–91 واستمر معه طيلة ثلاثة مواسم، حيث شارك في 87 مباراة سجل خلالها هدفًا واحدًا. لينتقل بعدها إلى نادي فوجيا في موسم 1993–94 لمدة موسم واحد، مشاركًا في 30 مباراة ولم يسجل أي هدف. ثم انتقل إلى نادي لاتسيو في موسم 1994–95 ليلعب معه أربعة مواسم، مشاركًا في 100 مباراة سجل خلالها هدفًا واحدًا. هذا وانتقل لاحقًا إلى نادي أتلتيكو مدريد في موسم 1998–99 ولمدة موسمين، مشاركًا في 45 مباراة سجل خلالها هدفًا واحدًا أيضًا. ثم انتقل بعدها إلى نادي إيه سي ميلان في موسم 1999–00 ليلعب معه أربعة مواسم، مشاركًا في 51 مباراة ولم يسجل أي هدف. ليعود وينتقل من جديد، لكن هذه المرة إلى نادي ليغانيس في موسم 2003–04 لمدة موسم واحد، مشاركًا في مباراة ولم يسجل أي هدف أيضًا.

## روابط خارجية
- خوسيه تشاموت على موقع الاتحاد الدولي (مؤرشف)  (الإنجليزية)
- خوسيه تشاموت على موقع قاعدة بيانات كرة القدم.إي يو (الإنجليزية)
- خوسيه تشاموت على موقع ناشيونال فوتبول تيمز (الإنجليزية)
- خوسيه تشاموت على موقع عالم كرة القدم.نت (الإنجليزية)
- خوسيه تشاموت على موقع أوليمبيديا (الإنجليزية)